# S47 (Berlijn)
De S47 is een lijn van de S-Bahn van Berlijn. De lijn verbindt het station Spindlersfeld in het Berlijnse stadsdeel Treptow-Köpenick met het Hermannstraße in het stadsdeel Neukölln. De lijn loopt onder via de stations Schöneweide en Neukölln. De lijn telt 7 stations en heeft een lengte van 10,3 kilometer; de reistijd over de gehele lijn bedraagt 18 minuten. De lijn wordt uitgevoerd door de S-Bahn Berlin GmbH, een dochteronderneming van de Deutsche Bahn.
De spoorverbinding maakt van oost naar west gebruik van het traject van de korte lijn tussen Spindlersfeld en Schöneweide, de Spoorlijn Berlijn - Görlitz, de link tussen Baumschulenweg en Neukölln en de Ringbahn.